# Prêmio Yamato de 2009
O Prêmio Yamato de 2009 foi a 7ª edição da premiação que era considerada o Oscar da Dublagem Brasileira. O evento ocorreu em 11 de julho de 2009 durante o Anime Friends.

## Informações
Foi a primeira edição sem nenhum prêmio especial. Após a extinção do Troféu Anime Friends em 2007 e do Troféu Anime Dreams em 2008; o Troféu Noeli Santisteban e o Trofeu OhaYO! foram descontinuados a partir da premiação deste ano.
Duas categorias terminaram empatadas: Melhor Dubladora de Protagonista e Melhor Dubladora de Coadjuvante

## Indicados e vencedores
Fontes: 
| Prêmio Yamato de 2009 | Prêmio Yamato de 2009 |
| --- | --- |
| Melhor Dublagem - WALL-E (Delart) - Chowder (Cinevídeo) - Death Note (Cinevídeo) - Dr. House (Álamo) - Hancock (Delart) - Lalola (Herbert Richers) - Naruto (Dublart / CBS) - Prison Break (Dublavídeo) - Super-Herói o Filme (Delart) - Ugly Betty (Álamo) | |
| Melhor Dubladora de Protagonista - EMPATE: Mariana Torres - Raven Baxter em As Visões da Raven - EMPATE: Tati Keplmair - Hanna Montana em Hannah Montana - Cecília Lemes - Grace, em Will & Grace - Daniela Piquet - Mitchie Torres, em Camp Rock - Fernanda Bullara - Dawn, em Pokémon - Fernanda Fernandes - Mary, em Hancock - Flávia Saddy - Lisa Simpson, em Os Simpsons - Jussara Marques - Penelope "Punky" Brewster, em Punky, a Levada da Breca - Sylvia Salustti - Eva, em WALL-E - Úrsula Bezerra - Naruto Uzumaki, em Naruto                    | Melhor Dublador de Protagonista - Wendel Bezerra - Bob Esponja em Bob Esponja - Claudio Galvan - WALL-E, em WALL-E - Eduardo Borgerth - Mung Daal, em Chowder - Manolo Rey - Libélula, em Super-Herói o Filme - Marcelo Pissardini - Michael Scott, em The Office - Márcio Araújo - Michael Scofield, em Prison Break - Philippe Maia - Sam Winchester, em Supernatural - Reginaldo Primo - Dean Winchester, em Supernatural - Robson Kumode - Sasuke Uchiha, em Naruto - Silvio Giraldi - Daniel, em Ugly Betty                              |
| Melhor Dubladora de Coadjuvante - EMPATE: Alessandra Araújo - Dra. Lisa Cuddy em Dr House - EMPATE: Gessy Fonseca - Professora em Punky, a Levada da Breca - Fernanda Bullara - Sharpay Evans, em High School Musical 3 - Flávia Saddy - Chloe Sullivan, em Smallville - Isabel de Sá - Karen, em Will & Grace - Isaura Gomes - Betty Johnson, em Punky, a Levada da Breca - Júlia Castro - Ryan Evans, em High School Musical 3 - Márcia Regina - Pam Beesly, em The Office - Roseane Correa - Júlia, em Lalola - Tati Keplmair - Rukia Kuchiki, em Bleach | Melhor Dublador de Coadjuvante - Márcio Simões - Coringa em Batman: O Cavaleiro das Trevas - Alfredo Rollo - Jim Halpert, em The Office - Élcio Sodré - Kakashi Hatake, em Naruto - Hércules Fernando - Gastão, em Lalola - Jorge Vasconcelos - Ryuk, em Death Note - Leonel Abrantes - Ned Flanders, em Os Simpsons - Luis Laffey - Jerry Lewis, em Três Espiãs Demais - Marco Antônio Abreu - Byakuya Kuchiki, em Bleach - Marcos Souza - Eddie Thomas, em As Visões da Raven - Rodrigo Andreatto - Chad Danforth em High School Musical 3  |
| Melhor Redublagem ou Continuação - Os Cavaleiros do Zodíaco – Saga Eliseos (DuBrasil) - As Visões da Raven (Delart) - Cine Gibi 3 (Estúdios Mauricio de Sousa) - Pokémon (Centauro) - Punky, a Levada da Breca (Dublavídeo) - Smallville (Wan Marc) - Supernatural (Wan Marc) - Três Espiãs Demais (SP Telefilm) - Uma Família da Pesada (Marshmallow) - Will & Grace (Sigma) | Melhor Direção de Dublagem - Hermes e Gilberto Baroli - Os Cavaleiros do Zodíaco – Saga Eliseos (DuBrasil) - Adriana Torres e Mário Jorge - Lalola - Alfredo Rollo e Wellington Lima - Dr House - Angélica Santos - Ugly Betty - Gilmara Sanches - Pokémon - Jorge Vasconcelos - Death Note - Lúcia Helena - Prison Break - Manolo Rey - WALL-E - Peterson Adriano - As Visões da Raven - Sheila Dorfman - Smallville |
| Melhor Narração ou Locução - Izabel Lira - Lalola - Fábio Moura - Pokémon - Flávia Saddy - Barbie - Gilberto Rocha Junior - Os Cavaleiros do Zodíaco – Saga Eliseos - Gilberto Rocha Junior - Três Espiãs Demais - Jorge Barcellos - Will & Grace - Mauricio de Sousa (História de Natal – CD da Turma da Mônica) - Ricardo Vooght - Death Note - Rodrigo Araújo - Ensaio sobre a Cegueira (descrição para deficientes) - Sérgio Fortuna - Smallville | Melhor Revelação - Matheus Perissé - Chowder em Chowder - Cassia Bisséglia - Yachiru Kusajishi, em Bleach - Daniel Figueira - Kenny, em Pokémon - 10ª temporada - Fred Mascarenhas - Boneless, em Yin Yang Yo! - Igor Lott - Jhonny Surfista, em Três Espiãs Demais - Kate Kelly Ricci - Ella em, Camp Rock - Leonardo Santhos - Wells em Ben 10 - Priscila Franco - Jennifer Kristen Peterson-Hind em Hi-5 - Rafael Camacho - Hanatarou Yamada, em Bleach - Tiaggo Guimarães - Jabu de Unicórnio, em Os Cavaleiros do Zodíaco – Saga Elíseos |
| Melhor Captação de Áudio - WALL-E (Delart) - Os Cavaleiros do Zodíaco – Saga Elíseos (DuBrasil) - Lalola (Herbert Richers) - Naruto (Dublart / CBS) - Os Simpsons (Audio News) - Pokémon (Centauro) - Prison Break (Álamo) - Smallville (Wan Marc) - Três Espiãs Demais (SP Telefilm) - Will & Grace (Sigma) | Melhor Mixagem - WALL-E (Delart) - Os Cavaleiros do Zodíaco – Saga Elíseos (DuBrasil) - Lalola (Herbert Richers) - Naruto (Dublart / CBS) - Os Simpsons (Audio News) - Pokémon (Centauro) - Prison Break (Álamo) - Smallville (Wan Marc) - Três Espiãs Demais (SP Telefilm) - Will & Grace (Sigma) |
| Melhor Tradução - Dr. House (Álamo) - As Visões da Raven (Delart) - Death Note (Cinevídeo) - Lalola (Herbert Richers) - Prison Break (Dublavídeo) - Smallville (Wan Marc) - Três Espiãs Demais (SP Telefilm) - Uma Família da Pesada (Marshmallow) - WALL-E (Delart) - Will & Grace (Sigma) | Melhor Trilha Sonora Adaptada - "Eu Me Remexo Muito" - Madagascar 2 - Abertura - Animalucos - "Amendobobos" - Bob Esponja - Os Cavaleiros do Zodíaco – Saga Elíseos - "Como É Bom Ir ao Cinema" - Cine Gibi 3 - "Diga o que Eu Digo, Faça o que Eu Faço" - Cine Gibi 3 - Abertura - Johnny Test - Pokémon - 10ª temporada - Músicas ao longo da série - Uma Família da Pesada - Músicas ao longo da série - Will & Grace |